# 白鳥町立北濃中学校
白鳥町立北濃中学校（しろとりちょうりつ　ほくのうちゅうがっこう）は、かつて岐阜県郡上郡白鳥町（現・郡上市）に存在した公立中学校。

## 概要
- 旧・郡上郡北濃村の中学校であり、北濃小学校の児童が進学していた。1964年白鳥中学校〈旧〉と統合し、白鳥中学校の新設により廃校。
- 校舎は北濃小学校に隣接していた。跡地は北濃小学校の敷地の一部となっている。

## 沿革
- 1947年（昭和22年）4月1日 - 北濃村立北濃中学校として開校。北濃小学校の校舎の一部を仮校舎とする。
- 1950年（昭和25年）8月 - 北濃小学校の隣接地に校舎が完成。
- 1956年（昭和31年）4月1日 - 白鳥町、北濃村、牛道村が合併し、白鳥町が発足。同時に白鳥町立北濃中学校に改称する。
- 1960年（昭和35年）4月 - 向小太良地区が北濃中学校校区から白鳥中学校〈旧〉校区に移る[注釈 2]。
- 1961年（昭和36年）2月10日 - 町議会で白鳥中学校〈旧〉、北濃中学校、牛道中学校の統合が決まる。
- 1962年（昭和37年） - 白鳥中学校〈旧〉の火災により統合計画が変更され、統合校舎の建設を前倒して白鳥中学校〈旧〉の生徒を収容し、その後白鳥中学校〈旧〉と北濃中学校を統合することになる。
- 1964年（昭和39年）
  - 3月25日 - 閉校式を行う。
  - 3月31日 - 白鳥中学校〈旧〉と統合し、白鳥中学校の新設により廃校。